# 梅田剛志
梅田 剛志（うめだ つよし、1983年7月14日 - ）は、日本のラジオパーソナリティ、ナレーター、司会、ニュースキャスターである。熊本県下益城郡美里町出身。F-FactoryJapan所属。

## 来歴・人物
日本一長い3333段の石段のある町で小さい頃より足腰を鍛える。
イベントMCとして平日は婚活パーティー。土日はウェディングパーティーの司会業をこなす。年間300日以上現場でマイクを持ち、人の幸せのお世話をすることが生きがいの通称「ハッピーアシスターMC」。
K-1や総合格闘技のイベントについての造詣が深い。あらゆる格闘技をこなす（剣道初段・伝統派空手歴3年・フルコンタクト空手歴4年・総合格闘技歴2年）。漫画喫茶通いが趣味で年間100回以上、年間20万以上使っていて、最近の漫画喫茶の凄さを語れる。“自称”格闘漫画ソムリエ。男臭さやそこにあるキャラクターの思い熱さを代弁して伝えていく役割とのこと。
ゲーマーでもあり、「ストリートファイターⅡ」熊本県大会準優勝（1992年）。SNK VS CAPCOM 2」SEGA新宿西口店 大会準優勝（2006年）。などの輝かしい経歴を持つ。特にCAPCOMの大ファンで「バイオハザード」「鬼武者」各全シリーズ4周ずつクリア。
プロ野球に精通。巨人の大ファン。2008年に松井秀喜選手の故郷・石川県のイベントで本人への取材経験がある。
2022年3月29日をもって愛媛での活動を終了し、拠点を関東に移した。

## 担当番組

### テレビ
- 2020年1月 -  EAT愛媛朝日TV「ニュース」担当

### ラジオ
- 2015年7月 -  Fm yokohama「パギョパギョdon!」
- 2015年9月 JFN「JFNブランニューヒッツ」
- 2016年5月 FM FUJI「今夜は覚醒 パピプペPON!」
- 2016年12月 - 2017年5月 FM愛媛「エッグカフェのアニメ♡女子」
- 2018年4月 -  FM愛媛「エッグカフェのアニメ♡女子」
- 2019年3月 - 番組終了まで FM愛媛「LINK」
- 2019年4月 - 2022年3月29日 FM愛媛「Groovy Radio Caravan」[4]

## その他
- 2019年1月 - 2022年3月 愛媛プロレスリンアナ[5]
  - 降板後の2022年12月にはリンアナ代理として担当[6]。